# Fenrir

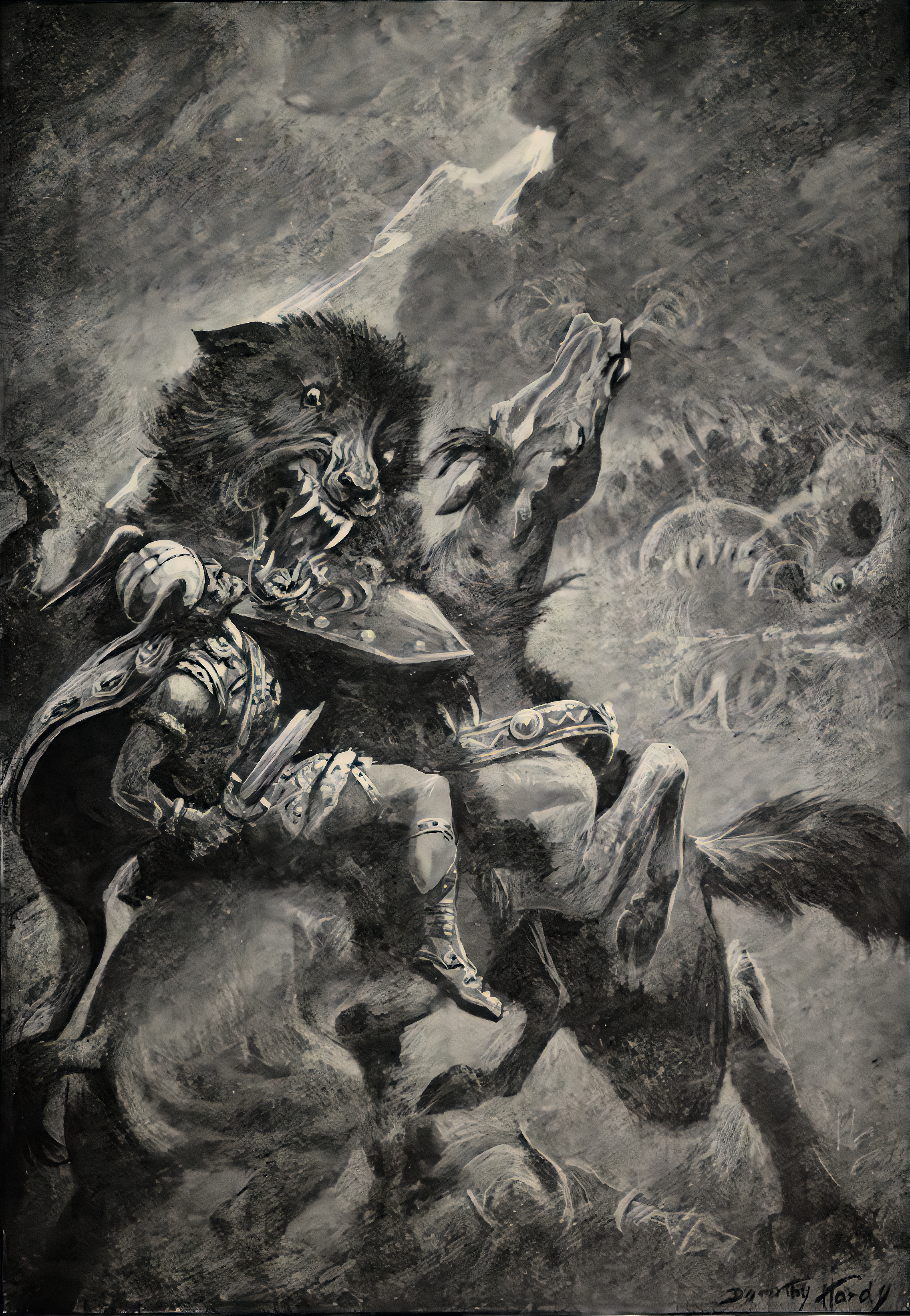
Odin và Fenris (1909) bởi Dorothy Hardy

Fenrir (Tiếng Na Uy cổ: "fen-kẻ cư ngụ") hay Fenrisúlfr (Tiếng Na Uy cổ: "sói Fenrir", thường được dịch là "sói Fenris"), còn được gọi là Hróðvitnir ("sói tiếng tăm") và Vánagandr ("quái vật của [Sông] Ván"), hay Vanargand, là một con sói tàn ác trong thần thoại Bắc Âu. Fenrir, cùng với Hel và World Serpent, là con của Loki và người khổng lồ nữ Angrboða. Ông được chứng thực trong Poetic Edda, được biên soạn vào thế kỷ 13 từ các nguồn truyền thống trước đó, và Prose Edda và Heimskringla, được viết vào thế kỷ 13 bởi Snorri Sturluson. Trong cả Poetic Edda và Prose Edda, Fenrir là cha của những con sói Sköll và Hati Hróðvitnisson, là con trai của Loki và được báo trước là sẽ giết chết thần Odin trong các sự kiện của Ragnarök, nhưng sau đó sẽ bị giết bởi Víðarr, con trai của Odin.
Trong Prose Edda, thông tin bổ sung được đưa ra về Fenrir, bao gồm cả thông tin rằng, do các vị thần biết về những lời tiên tri báo trước gồm những rắc rối lớn đến từ Fenrir và sự trưởng thành nhanh chóng của ông ta, các vị thần đã trói buộc ông và kết quả là Fenrir đã cắn đứt cánh tay phải của thần Týr. Các mô tả về Fenrir đã được xác định trên nhiều vật thể khác nhau và các lý thuyết học thuật đã được đề xuất liên quan đến mối quan hệ của Fenrir với các sinh vật giống chó khác trong thần thoại Bắc Âu. Fenrir đã là chủ đề của các mô tả nghệ thuật và ông xuất hiện trong văn học.

## Ảnh hưởng hiện đại
Fenrir đã được mô tả trong tác phẩm nghệ thuật "Odin và Fenris" (1909) và "Sự ràng buộc của Fenris" (khoảng năm 1900) của Dorothy Hardy, "Odin und Fenriswolf" và "Fesselung des Fenriswolfe" (1901) của Emil Doepler, và là chủ đề của tác phẩm điêu khắc kim loại "Fenrir" của Arne Vinje Gunnerud nằm trên đảo Askøy, Na Uy.
Fenrir xuất hiện trong văn học hiện đại trong bài thơ "Om Fenrisulven og Tyr" (1819) của Adam Gottlob Oehlenschläger (sưu tầm trong Nordens Guder), tiểu thuyết Der Fenriswolf của KH Strobl, và Til kamp mod dødbideriet (1974) của EK Reich và E. Larsen.
Fenrir cũng xuất hiện trong ít nhất ba bộ tiểu thuyết hư cấu dành cho giới trẻ. Đầu tiên, ông là nguồn cảm hứng cho người sói Fenrir Greyback trong bộ truyện Harry Potter của J.K. Rowling. Ông cũng xuất hiện dưới hình dạng Sói Fenris trong Magnus Chase and the Gods of Asgard, bởi Rick Riordan, với tư cách là kẻ thù chính trong cuốn sách đầu tiên của bộ truyện. Ảnh hưởng của ông cũng được thấy trong loạt phim Throne of Glass của Sarah J. Maas với nhân vật Fenrys, người có thể biến hình thành một con sói to lớn.
Fenris Ulf (còn được gọi là Maugrim) là một con sói và là Đội trưởng Đội Cảnh sát bí mật của Phù thủy Trắng trong cuốn tiểu thuyết The Lion, the Witch and the Wardrobe của C. S. Lewis. Nhân vật được đặt tên là "Fenris Ulf" trong các ấn bản của cuốn sách ở Mỹ cho đến những năm 1990, cũng như trong bộ chuyển thể phim hoạt hình năm 1979.
Fenris trong vai tay sai của Hela xuất hiện trong bộ phim Marvel Studios năm 2017 Thor: Tận thế Ragnarok.
Fenrir cũng có ảnh hưởng đối với Carcharoth, một con sói độc ác phục vụ cho Morgoth trong thế giới tưởng tượng về Middle Earth của J. R. R. Tolkien.